# Новопетрівка (селище)
Новопетрівка — селище в Україні, у Лебединській міській громаді Сумського району Сумської області. Населення становить 114 осіб. До 2020 орган місцевого самоврядування — Штепівська сільська рада.

## Географія
Селище Новопетрівка знаходиться на лівому березі річки Сула, вище за течією на відстані 1 км розташоване село Лохня, нижче за течією на відстані 2 км розташоване село Підсулля. Поруч проходить автомобільна дорога Н07.

## Історія
12 червня 2020 року, відповідно до Розпорядження Кабінету Міністрів України № 723-р «Про визначення адміністративних центрів та затвердження територій територіальних громад Сумської області» увійшло до складу Лебединської міської територіальної громади.
19 липня 2020 року, в результаті адміністративно-територіальної реформи та ліквідації Лебединського району, селище увійшло до складу новоутвореного Сумського району.

## Населення

### Мова
Розподіл населення за рідною мовою за даними перепису 2001 року:
| Мова       | Кількість | Відсоток |
| ---------- | --------- | -------- |
| українська | 105       | 92.11%   |
| російська  | 9         | 7.89%    |
| Усього     | 114       | 100%     |